# Pentominium
O Pentominium é um arranha-céu atualmente aprovado para sua construção na cidade de Dubai, Emirados Árabes Unidos. Quando seja completado, com o desenho atual, atingirá os 516 m de altura com 122 andares acima do solo. Foi desenhado pelos arquitetos Aedas e financiado por Trident International Holdings.

## Projetos Similares
O Pentominium é na atualidade o segundo edifício residencial proposto mais alto no mundo, superado apenas pelos 610 m do Chicago Spire, que teve a construção suspensa por problemas financeiros. Por esse motivo, quando concluído, o Pentominium será o edíficio residencial mais alto do mundo.

## Apartamentos e Desenho
A palavra 'Pentominium' é uma combinação das palavras inglesas 'penthouse' e 'condominium', cobertura e condomínio respectivamente. Cada apartamento terá seu próprio 'hall'. A cada apartamento ocupará um andar inteiro, mais de 600 m². De acordo com a promotora, o objetivo do desenho é proporcionar os apartamentos mais luxuosos do mundo, tendo entre outras comodidades um mordomo por apartamento com serviço 24 horas. A cada residente terá a sua disposição um Rolls-Royce ou novos modelos de esportivos a sua escolha, além de viagens em luxuosos iates pelo Golfo Pérsico.
Os melhores apartamentos do Pentominium terão piscina e salão ao ar livre, despachos, terraços privados com vistas únicas, centros de saúde, clube de fumadores, pistas de squash, salão de banquetes e teatro privado. O acesso a cada apartamento será mediante modernos sensores biométricos.